# Rosa Luxemburg
Rosa Luxemburg ([róza lúksemburg]), marksistična politična teoretičarka, socialistična filozofinja in revolucionarka judovskega rodu, * 5. marec 1870 ali 1871, Zamość pri Lublinu, Ruski imperij (danes Poljska), † 15. januar 1919, Berlin, Nemčija.
Delovala je predvsem v poljskih in nemških socialdemokratskih strankah kot marksistična teoretičarka in antimilitaristka. Leta 1914, na začetku prve svetovne vojne, je skupaj s Karlom Liebknechtom ustanovila in vodila skupino imenovano Gruppe Internationale, iz katere se je pozneje razvila revolucionarna marksistična skupina Spartakova zveza (nem. Spartakusbund).
Kot politično angažirana avtorica je napisala številne spise in ekonomske analize, kritične do takratnih okoliščin.
Pred letom 1914 je med drugim objavljala v časopisu Leipziger Volkszeitung, do leta 1918 je objavljala iz zapora, med novembrsko revolucijo pa je bila izdajateljica časopisa Die Rote Fahne.
Na prehodu med letoma 1918 in 1919 je bila ena izmed ustanovnih članov Komunistične partije Nemčije (Kommunistische Partei Deutschlands, KPD), katere program je skoraj v celoti napisala sama.
Vstajo Spartakove zveze so zadušili radikalni desničarski vojaki »Freikorps«, nato pa Roso v deloma nepojasnjenih okoliščinah skupaj s Karlom Liebknechtom umorili.
Njeno teoretično in praktično delo za socializem, mednarodno solidarnost delavskega razreda, pa tudi boj proti militarizmu in vojni so postali cenjeni prek meja Nemčije in njenega časa.
»Svoboda le za privržence vlade, le za člane ene stranke - to ni svoboda. Svoboda je vedno le svoboda tistega, ki misli drugače.«

## Življenje
Točen datum rojstva Rose Luxemburg ni znan, saj je bil kasneje »popravljen« na 25. december 1870, po njenih navedbah pa je bila mlajša. Odkar je izšla biografija Petra Nettla, se kot dejanski datum rojstva večinoma uporablja 5. marec 1871.
Rodila se je kot peti otrok v premožni judovski družini, ki je živela na Poljskem (takrat del Rusije).
Njena starša sta bila mizar Eliasz Luxenburg in mati Line (rojena Löwenstein). Priimek Luxenburg je bil še za časa življenja njenega očeta zaradi uradniške napake pri pisanju spremenjen v Luxemburg, katerega je Rosa nato tudi obdržala. Bila je  majhna, vse življenje pa jo je ovirala tudi okvara spodnjih okončin.
Po selitvi družine v Varšavo, ki je takrat spadala k Ruskemu imperiju, je od leta 1880 obiskovala Drugo dekliško gimnazijo. Že v času šolanja (1886) se je pridružila poljski delavski stranki Proletariat, ilegalnemu marksističnemu gibanju. Gibanje je bilo ustanovljeno leta 1882 in je že leto po tem kot prva evropska delavska stranka organiziralo množičen protest. Zaradi tega so bili njeni štirje voditelji sodno preganjani, stranka pa razpuščena. Nekateri deli skupine so kljub temu še vedno delovali v ilegali. Eni takšnih skupin se je pridružila tudi Rosa Luxemburg.
Leta 1888 je z odliko maturirala. Leto zatem ji je grozil zapor, saj se je razvedelo za njeno članstvo v prepovedanem Proletariatu. Po nasvetu ostalih članov stranke je zbežala v Zürich, pribežališče mnogih ruskih in poljskih intelektualcev. Tam je sodelovala s krajevnimi delavskimi in emigrantskimi skupinami in kmalu pridobila sloves vodilne teoretičarke poljskega delavskega gibanja.
Na univerzi v Zürichu je študirala filozofijo, zgodovino, politiko, ekonomijo in matematiko. Še posebej se je posvečala državoslovju (danes: ekonomija in politika), srednjemu veku ter gospodarskim in borznim krizam.
Leta 1893 je skupaj z Leom Logichesom in Julianom Balthasarjem Marchlewskim ustanovila stranko Socialdemokracija kraljevine Poljske (SDKP), ki se je leta 1900 preimenovala v Socialdemokracijo kraljevine Poljske in Litve (Socjaldemokracja Królestwa Polskiego i Litwy - SDKPiL) kot revolucionarno alternativo že obstoječi Poljski socialistični stranki PPS). Ta si je prizadevala za neodvisnost Poljske in njeno preoblikovanje v meščansko demokracijo.
Leta 1897 je Rosa Luxemburg z odliko promovirala na temo »Poljski industrijski razvoj«.
Leto zatem se je poročila s štiriindvajsetletnim ključavničarjem Gustavom Lübeckom, da bi na ta način dobila nemško državljanstvo. Preselila se je v Berlin in se tam pridružila SPD, ki je v tistih časih znotraj delavskega gibanja veljala za najnaprednejšo evropsko socialistično stranko.
Da bi »mednarodno solidarnost delavskega razreda« spodbudila k uporu proti vojni, je od stranke SPD zahtevala pripravo splošne stavke po poljsko-ruskem vzoru. V ta namen je napisala eno svojih najznamenitejših del Množična stavka, partija in sindikati (nem. Massenstreik, Partei und Gewerkschaften(1906)). V njem je posebej poudarjala pomen množične stavke kot metode boja za revolucionarno preobrazbo družbe. Hkrati pa je nadaljevala s svojim mednarodnim poslanstvom in se leta 1907 skupaj z Leom Logichesom udeležila kongresa stranke ruskih socialdemokratov v Londonu. Tam je tudi spoznala Vladimirja Iljiča Lenina.
Na kongresu Druge internacionale v Stuttgartu je uspešno predstavila resolucijo, ki je predvidevala skupno ukrepanje vseh evropskih delavskih strank proti vojni.
Leta 1907 je začela večletno razmerje s Kostjo Zetkinom. Iz njunega razmerja se je ohranilo okoli 600 pisem.
5. avgusta 1914 je skupaj s šestimi drugimi strankarskimi levičarji (med drugimi tudi Franzom Mehringom in Claro Zetkin) ustanovila skupino Gruppe Internationale, ki se ji je kmalu zatem pridružil tudi Karl Liebknecht. Iz te je leta 1916 izšla tudi skupina Spartakova zveza. Ni naključje, da se ime navezuje na vodjo sužnjev Spartaka v antičnem rimskem cesarstvu. V njej so se zbrali odločni nasprotniki vojne iz vrst stranke SPD, ki so politiko mirovanja odločno odklanjali. Stranko so poskušali prepričati, naj sledi svojim sklepom, ki jih je sprejela pred vojno, hkrati pa so se s splošno stavko za mir želeli približati mednarodni proletarski revoluciji.
Med letoma 1915 in 1918, v času prve svetovne vojne, je Rosa preživela tri leta in štiri mesece v zaporu. V svoji celici zapora v Wroclawu je zagreto zbirala novice iz Rusije in sestavljala spise, ki jih je njenim prijateljem uspelo pretihotapiti iz zapora in objaviti, med drugim tudi spis »Kriza socialne demokracije« (nem. Die Krise der Sozialdemokratie), ki je pod avtoričinim psevdonimom Junius izšel v juniju leta 1916. V njem je obračunala z meščansko delitvijo družbe in vlogo SPD. Lenin je poznal spis in nanj odgovoril pozitivno, ne da bi vedel, kdo ga je napisal.
Njena pisma, ki jih je iz zapora pošiljala prijateljicama Mathildi Jacob in Sonji Liebknecht, so bila pozneje objavljena kot Pisma iz zapora (nem. Briefe aus dem Gefängnis) in so v času Weimarske republike vzbudila zanimanje širokega kroga bralcev.

## Dela
- Luxemburg, Rosa: Kriza socialne demokracije. Dodatek: Vodilne teze o nalogah mednarodne socialne demokracije. (Die Krise der Sozialdemokratie. Anhang: Leitsätze über die Aufgaben der internationalen Sozialdemokratie). Berlin, 1916
- Luxemburg, Rosa: Pisma iz zapora (Briefe aus dem Gefängnis). Berlin, 1984
- Iz boja življenja: izbrana pisma ([izbrala, uredila in prevedla Erna Muser) (COBISS)

## Biografije
- Frölich, Paul: Rosa Luxemburg: njena misel in delo (nem. Rosa Luxemburg - Gedanke und Tat, 1949, sl. 1955). Prevedel Franc Stržišnik, Ljubljana, 1955 (COBISS)
- Nettl, Peter: Rosa Luxemburg; Frankfurt am Main, 1968
- Wilde, Harry: Rosa Luxemburg. Sem bila, sem in bom. (Rosa Luxemburg. Ich war, ich bin, ich werde sein). München, 1986
- Gallo, Max: Ničesar več se ne bojim. Rosa Luxemburg. (nem. Ich fürchte mich vor gar nichts mehr. Rosa Luxemburg.) Econ, 2001
- Mandel, Erich, Radek, Karl: 21599842Rosa Luxemburg. Življenje - boj - smrt (nem. Rosa Luxemburg. Leben - Kampf - Tod.) Frankfurt am Main, 1986

## Prevedena dela
- Luxemburg, Rosa: Akomulacija kapitala ali kaj so iz Marxove teorije naredili epigoni (COBISS)
- Rosa Luxemburg : Program komunistične partije Nemčije : program Spartacus; prevedel P. M. 1972 (COBISS)
- Rosa Luxemburg: Zastoj in napredek v marksizmu; prevedel D.B., 1973 (COBISS)
- Rosa Luxemburg: Karl Marx; prevedel D.B., 1973 (COBISS)
- Rosa Luxemburg: Industrijski razvoj Poljske. II.del: Ekonomska politika Rusije in Poljske; prevedel D.B., 1982 (COBISS)